# Keith Silverstein
Keith Silverstein (New York, 13 giugno 1967) è un doppiatore statunitense, noto soprattutto per la sua voce delle versioni in lingua inglese di videogiochi giapponesi.

## Vita privata
Silverstein è sposato con Rosemary Do dal 10 ottobre 2010. Hanno due figlie.

## Filmografia parziale

### Anime
- 86 – Ernst Zimmerman[1]
- Accel World – Red Rider (precedentemente Red King)
- A.I.C.O. Incarnation – Susumu Kurose[2]
- L'attacco dei giganti (quarta stagione) – Roeg[2]
- B-Daman Crossfire – Smash Dragold[2]
- B: The Beginning – Yellow
- Beastars – Gouhin[3]
- L'Immortale – Manji[4]
- Bleach – Coyote Starrk, Aaroniero Arruruerie (Top Skull), Mabashi, Tesra Lindocruz, Tensa Zangetsu
- Blood Lad – Heads Hydra
- Blue Dragon – Lemaire
- Blue Exorcist: Kyoto Saga – Yaozo Shima
- BNA: Brand New Animal – Gem Horner
- Boruto: Naruto Next Generations – Jigen / Isshiki Ōtsutsuki
- Bungo Stray Dogs – Ōgai Mori
- Buso Renkin – Masashi Daihama, Mita
- Cannon Busters – Seezar, Additional Voices[5]
- Charlotte (serie animata 2015) – Interprete (Ep. 11)
- Code Geass – Kewell Soresi, Yoshitaka Minami
- Coppelion – Onihei Mishima
- Devilman Crybaby – Kukun
- Digimon Fusion – Apollomon Whispered
- Doraemon – Mr. S
- Dorohedoro – En
- Drifting Dragons – Gibbs
- Durarara!! – Tom Tanaka
- Eureka Seven – William B. Baxter
- Fate/Apocrypha – Caster of Red
- Glitter Force – Ulric, Brute, Rascal, various
- Ghost in the Shell: SAC 2045 – Standard[2]
- Granblue Fantasy The Animation – Pommern[6]
- Godzilla Singular Point – Gorō Ōtaki
- Gurren Lagann – Makken
- Haré+Guu – Robert
- Honey and Clover – Kazuo Aida, Kazushi Yamazaki, Luigi Fujiwara
- How a Realist Hero Rebuilt the Kingdom – Albert Elfrieden[7]
- Hunter × Hunter 2011 series – Hisoka Morow[8]
- In the Land of Leadale – Kartatz[9]
- Japan Sinks: 2020 – Kōichirō Mutō
- Jujutsu Kaisen – Masamichi Yaga, Ultimate Mechamaru/Kokichi Muta
- Le bizzarre avventure di JoJo – Robert E.O. Speedwagon
- K – Mikoto Suoh (Red King), Goki Zenjo
- Kannazuki no Miko – Yukihito
- Kekkaishi – Gagin, Mr. Kurosu, Ohdo (Ep. 4), Spy (Eps. 19 - 20), Takemitsu
- Kengan Ashura – Yohei Bando, Yamashita Kazuo[10]
- Kimi ni Todoke – Kazuichi "Pin" Arai[11]
- Kuroko's Basketball – Mitsuhiro Hayakawa, Kagetora Aida, Kentaro Seto
- Kuromukuro – Imusa, Girolamo Casiraghi
- Lagrange: The Flower of Rin-ne series – Villagulio
- Lost Song – Bazra Bearmors
- Lupin III: Jigen's Gravestone – Lupin[12]
- Magi: The Labyrinth of Magic – Masrur, Goltas (Ep. 2–3, 6)
- Magic☆Hospital! – Dr. Ben Robinson
- Mahoromatic: I'm Home – Kiyomi Kawaguchi, Ryuga[13]
- MÄR – Girom, Boss, Rolan, Danna Toramizu
- March Comes In like a Lion – Takashi Hayashida
- Mob Psycho 100 – Megumu Koyama[senza fonte]
- Mobile Suit Gundam: Iron-Blooded Orphans – Chad Chadan
- Mobile Suit Gundam SEED DESTINY HD Remaster – Gilbert Durandal
- Mobile Suit Gundam: The Origin – Char Aznable
- Mobile Suit Gundam Unicorn – Full Frontal, Char Aznable
- Monster – Johan Liebert[13]
- Naruto – Kimimaro, Gantetsu
- Naruto: Shippuden – Kimimaro, Yura, Ginkaku, Kusune (Ep. 184), Sukune (Ep. 187), Kyūsuke, Young Hagoromo Ōtsutsuki
- Nura: Rise of the Yokai Clan series – Zen, Nurarihyon (Young), Mokugyo Daruma, Inuhōō
- One Piece - Kurozumi Orochi
- One-Punch Man – Re degli Abissi
- Paradise Kiss – Konishi, Noriji
- Phantom the Animation – Zwei (credited as David Keefir)
- Pluto – Epsilon
- Pokémon Evolutions – Professor Oak[2]
- Pokémon: Twilight Wings – Chairman Rose[2]
- The Prince of Tennis II: Hyotei vs. Rikkai Game of Future – Yushi Oshitari
- Rozen Maiden – Detective Kun-Kun
- Rozen Maiden: Träumend – Laplace's Demon, Shirosaki, Detective Kun-Kun
- Sailor Moon – Kenji Tsukino (Viz dub),[14] Old Fortuneteller (Ep. 2), Yusuke (Ep. 6), Professor Tomoe (Viz dub)
- Sailor Moon Crystal – Kenji Tsukino,[15] Professor Tomoe
- Samurai Champloo – Sunobi, Pinwheel Peddler
- Saiyuki Reload Gunlock – Yakumo
- The Seven Deadly Sins: Revival of The Commandments – Monspeet
- Shaman King (2021 TV series) – Mikihisa
- Skip Beat! – Takenori Sawara
- Stitch! – Gantu, Yuna's father
- Strait Jacket – Jack Roland[16]
- Sword Art Online – Shozo Yuki (Asuna's Father, Ep. 15), Kagemune (Ep. 16, 20), G-Takusu (Ep. 19)
- Tenjho Tenge – Iwaki Kenjirou
- Tiger & Bunny – Cain Morris,[17] B-Bomber
- Tokko – Akito
- Tokyo 24th Ward – Wataru Chikushi[18]
- The Seven Deadly Sins: Revival of The Commandments – Monspeet
- Vinland Saga – Floki (Netflix dub)
- Violet Evergarden – Dietfried Bougainvillea
- Yashahime: Princess Half-Demon – Nanahoshi[2]
- Bugie d'aprile – Kazuma
- Zetman – Seiji Haitani
- The Asterisk War – Ar-D

### Animazione
- Anfibia – Barry
- The Bad Guys: A Very Bad Holiday – Gary, the Shaved Ice Vendor
- Batgirl: Year One – Robin/Dick Grayson
- Fresh Beat Band of Spies – Commissioner Goldstar, Poulet, Additional Voices
- Miraculous Ladybug – Gabriel Agreste / Hawk Moth / Shadow Moth / Monarch;[19][20] Prince Ali
- Little People – Baker Bob, Recycler Rick
- Monster High: Escape from Skull Shores – Bartleby Farnum
- Monsuno – Dax, Commander Trey
- NFL Rush Zone: Season of the Guardians – Giants Rusher, Cardinals Rusher, Steeler Stan, Hank the Guard
- The Predator Holiday Special – Santa Claus
- Rainbow Butterfly Unicorn Kitty – Town Crier, Various
- Sonic Boom – Vector the Crocodile
- Special Agent Oso – Faith's Dad
- Sesame Street – Ziggy the rapping Zebrasaurus
- Teenage Mutant Ninja Turtles – Kirby O'Neil
- Transformers: War for Cybertron Trilogy – Jetfire, Omega Supreme, Deseeus (Death)
- Tron: Uprising – Additional Voices
- Wakfu – Ruel Stroud (season 3)
- Zak Storm – Skullivar (credited as David Roach)[21][22]

### Videogiochi
- Zasalamel in Soulcalibur III (2005)
- Hector e Reichen in Riviera: The Promised Land (2005)
- Hunk in Resident Evil: The Umbrella Chronicles (2007)
- Zasalamel in Soulcalibur IV (2008)
- Adecor, Efreet, Phaeroh e voci aggiuntive in Tales of Vesperia (2008)
- Albus in Castlevania: Order of Ecclesia (2008)
- Simon Belmont in Castlevania Judgment (2008)
- Lazarus in Cross Edge (2009)
- Zasalamel in Soulcalibur: Broken Destiny (2009)
- Sōjirō Kusaka in Bleach: The 3rd Phantom (2009)
- Hidehiko "Brown" Uesugi in Shin Megami Tensei: Persona (2009)
- Shen in League of Legends (2009)
- Eugene e Light Mana in Mana Khemia 2: Fall of Alchemy (2009)
- HUNK in Resident Evil: The Darkside Chronicles (2009)
- Sid Le Creuset in Love Dance Seed (2010)
- Abitanti di Cocoon in Final Fantasy XIII (2010)
- Levant von Schweitzer in Hexyz Force (2010)
- Recit in Trinity Universe (2010)
- Marcus Cade in StarCraft II: Wings of Liberty (2010)
- Voci aggiuntive (guerrieri) in Sengoku Basara: Samurai Heroes  (2010)
- Tatsuya Suou in Shin Megami Tensei: Persona 2 – Innocent Sin (2011)
- Vector the Crocodile in Sonic Generations (2011)
- L'imperatore di Strada in Asura's Wrath (2012)
- Bryan Fury in Street Fighter X Tekken (2012)
- Lambda in Tales of Graces f (2012)
- Blast Off e Rumble in Transformers: La caduta di Cybertron (2012)
- Zack in Dead or Alive 5 (2012)
- Marco Neko in Code of Princess (2012)
- Flynn in Shin Megami Tensei IV (2013)
- Cline Sharil in Tales of Xillia (2013)
- Sir Owen in Bravely Default (2013)
- Vector the Crocodile in Mario & Sonic ai Giochi olimpici invernali di Sochi 2014 (2013)
- Mondo Ohwada in Danganronpa: Trigger Happy Havoc (2014)
- Mattero in Conception II: Children of the Seven Stars (2014)
- Blast Off in Transformers: Rise of the Dark Spark (2014)
- Zen in Persona Q: Shadow of the Labyrinth (2014)
- Lex Luthor in Batman: Arkham Knight (2015)
- Turtlez in Tales of Zestiria (2015)
- Dante in Stella Glow (2015)
- Vector the Crocodile in Mario & Sonic ai Giochi olimpici di Rio 2016 (2016)
- Mahesh, Gouken, soldato Shadaloo, tenente Nguuhao B in Street Fighter V (2016)
- Torbjörn in Overwatch (2016)
- Eric in Zero Escape: Zero Time Dilemma (2016)
- Flynn in Shin Megami Tensei IV: Apocalypse (2016)
- Turtlez in Tales of Berseria (2017)
- Saber in Fire Emblem Heroes (2017)
- Masayoshi Shido in Persona 5 (2017)
- Saber in Fire Emblem Echoes: Shadows of Valentia (2017)
- Mondo Ohwada in Danganronpa V3: Killing Harmony (2017)
- Vector the Crocodile in Sonic Forces (2017)
- Waldstein in BlazBlue: Cross Tag Battle (2018)
- Omar in The Walking Dead: L'Ultima Stagione (2018)
- Testa di Martello in Marvel's Spider-Man (2018)
- Dan Bentley in Valkyria Chronicles 4 (2018)
- Dr. Wily in Mega Man 11 (2018)
- Zasalamel in Soulcalibur VI (2018)
- Simon Belmont in Super Smash Bros. Ultimate (2018)
- HUNK in Resident Evil 2 (videogioco 2019) (2019)
- Zack in Dead or Alive 6 (2019)
- Vector the Crocodile in Team Sonic Racing (2019)
- Norman e Cercapokémon in Pokémon Masters EX (2019)
- Satoshi Shioya in Judgement (2019)
- Phillip North/ Infermiere in Death Stranding [23]
- Deag Grav in DOOM Eternal (2020)
- Zhongli in Genshin Impact (2020)
- Matador in Shin Megami Tensei III: Nocturne HD Remaster (2021)
- Odino in Shin Megami Tensei V (2021)
- Torbjörn in Overwatch 2 (2022)
- Dwell in Remnant 2[24]
- Dhalsim in Street Fighter 6 (2023)
- Odino e Satana in Shin Megami Tensei V: Vengeance (2024)
- Annunciatore in Fatal Fury: City of the Wolves (2025)

## Doppiatori italiani
- Claudio Colombo in  DOOM Eternal [25]